# Geospiza scandens
El pinzón de Darwin de los cactos, pinzón cactero chico, pinzón cactero común o pinzón de Darwin de La Española (Geospiza scandens) es una especie de ave paseriforme de la familia Thraupidae perteneciente al género Geospiza. Es endémico de las islas Galápagos en Ecuador. Pertenece al grupo denominado pinzones de Darwin. 

## Distribución y hábitat
Se encuentra en las mayores islas del archipiélago, en zonas áridas con presencia de cactos espinosos Opuntia donde es bastante común; raramente se aventura a mayor altitud, en zonas más húmedas.

## Alimentación
Se alimenta de la pulpa del cacto Opuntia, de flores, frutos e insectos. Principalmente de las semillas de Opuntia, que componen más de un tercio de su dieta, otro tercio compuesto por las flores del cacto, aproximadamente un cuarto consiste de otras pequeñas semillas y el resto porciones mínimas de artrópodos y semillas de Tribulus.

## Sistemática

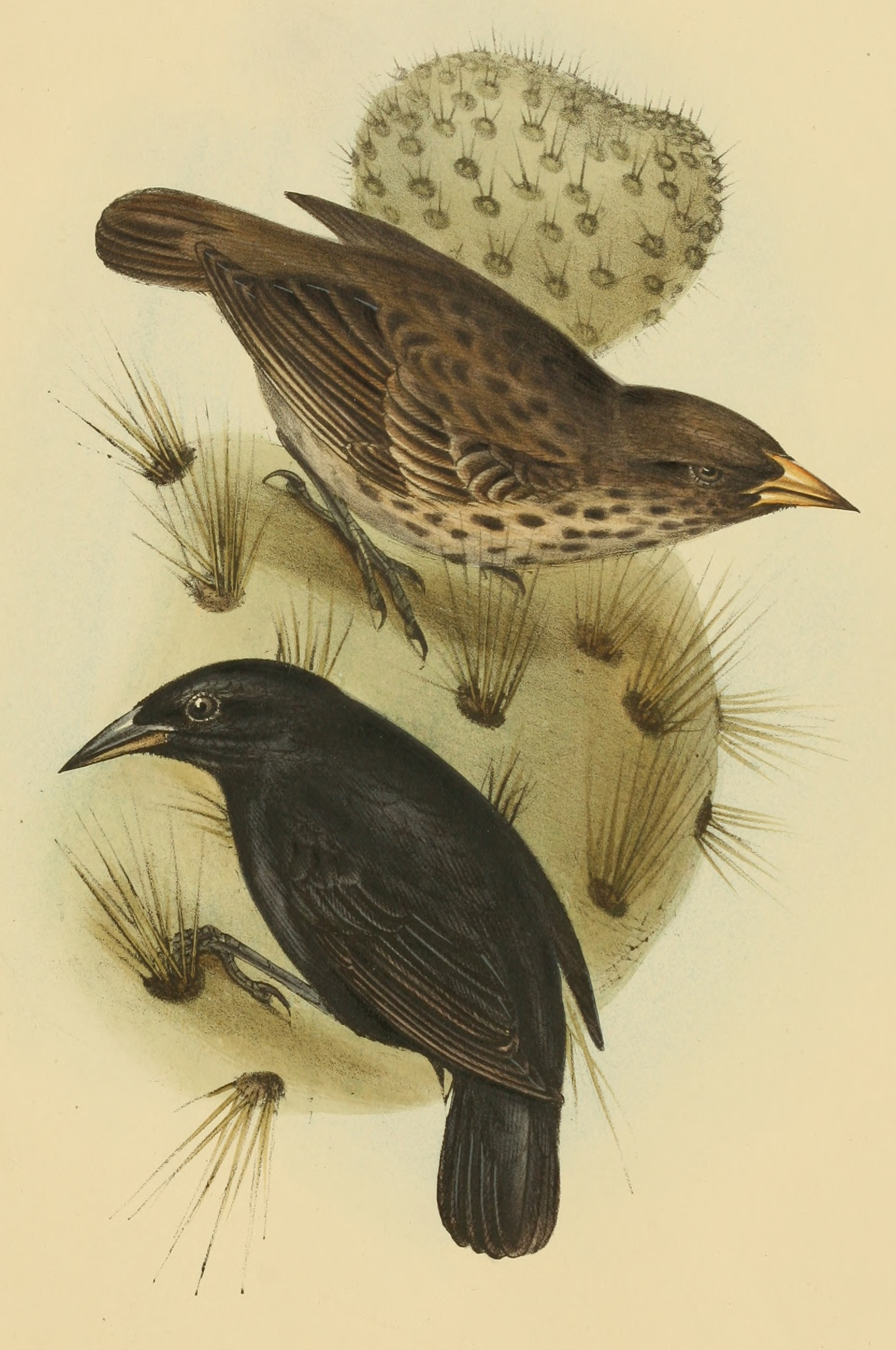
Cactornis scandens, ilustración en Gould The zoology of the voyage of H.M.S. Beagle.

### Descripción original
La especie G. scandens fue descrita por primera vez por el naturalista británico John Gould en 1837 bajo el nombre científico Cactornis scandens; su localidad tipo es: «Isla James (actual Santiago), Islas Galápagos».

### Etimología
El nombre genérico femenino Geospiza es una combinación de las palabras del griego «geō», que significa ‘suelo’, y «σπιζα spiza» que es el nombre común del pinzón vulgar, vocablo comúnmente utilizado en ornitología cuando se crea un nombre de un ave que es parecida a un pinzón, ; y el nombre de la especie «scandens» en latín significa ‘, escalando, trepando’.

### Taxonomía
La presente especie raramente híbrida con Geospiza fortis.

### Subespecies
Según las clasificaciones del Congreso Ornitológico Internacional (IOC) y Clements Checklist/eBird v.2019 se reconocen cuatro subespecies, con su correspondiente distribución geográfica:
- Geospiza scandens abingdoni (P.L. Sclater & Salvin), 1870 – isla Pinta.
- Geospiza scandens intermedia Ridgway, 1894 – islas Santa Fe, Floreana, Pinzón, Santa Cruz, Isabela.
- Geospiza scandens rothschildi Heller & Snodgrass, 1901 – isla Marchena.
- Geospiza scandens scandens (Gould), 1837 – islas Santiago y Rábida.